# ミーナ・サレー

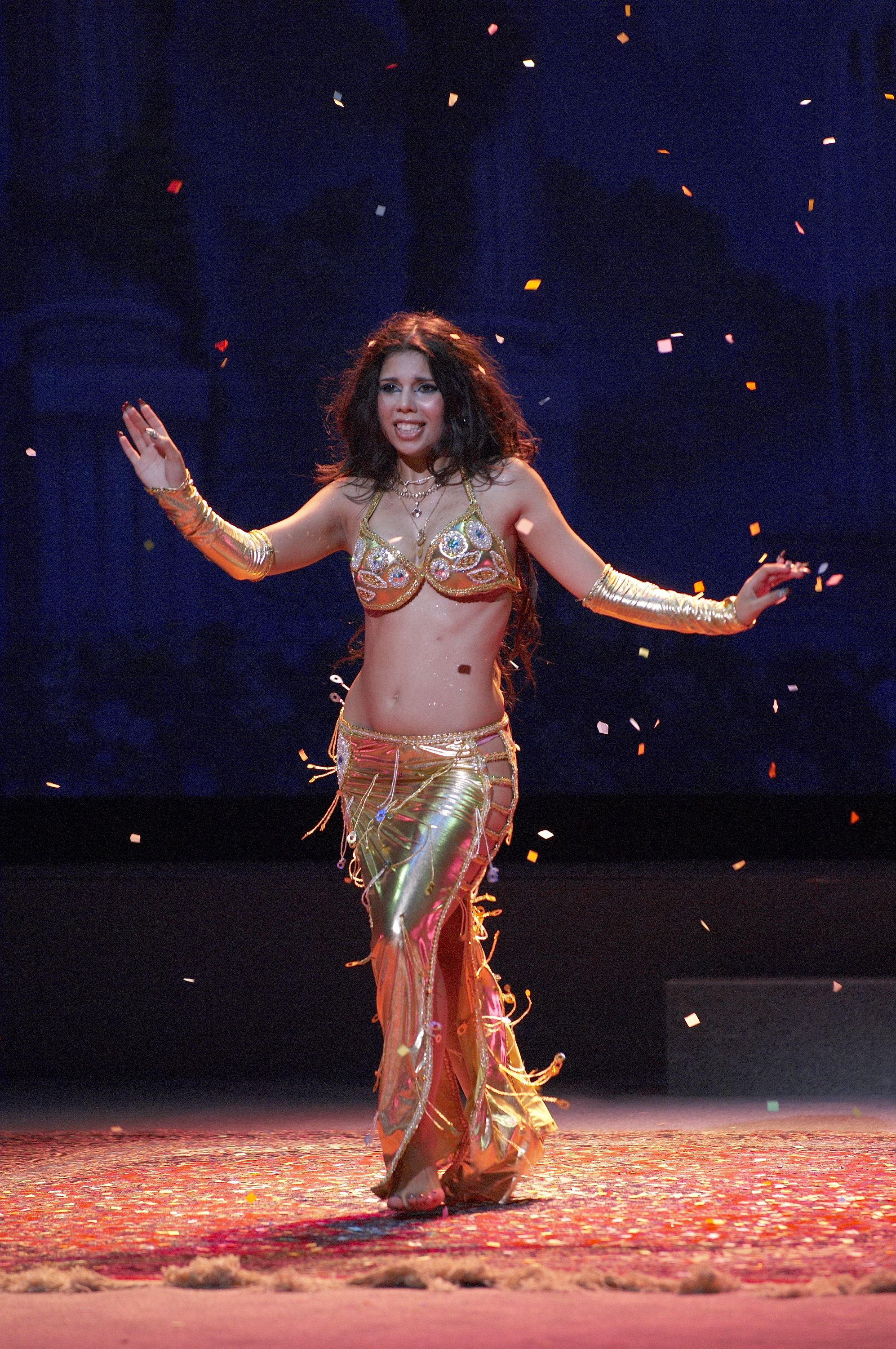
ミーナ サレー2009年ステージショー

ミーナ・サレー (Mina Saleh) は、日本で活動するベリーダンサー。姉のキミヤ・サレーが設立した国際アラビアンダンス協会のダンサー、インストラクターを経て、株式会社国際アラビアンダンス協会代表取締役社長に就任。イラン・テヘラン出身。

## 略歴
国際アラビアダンス協会　主宰

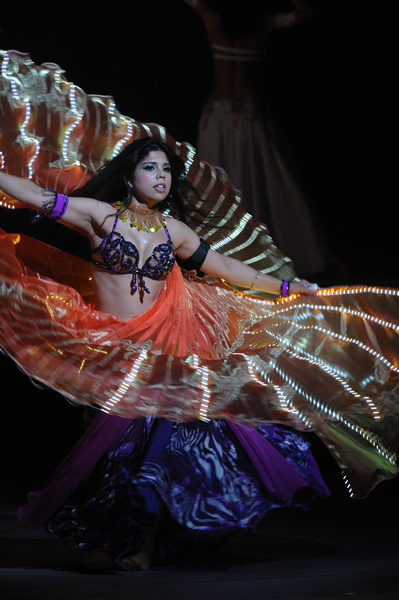
ミーナサレー発案　光るイシス　「ミーナイシス」

ＭＳベリーダンススタジオ　錦糸町・横浜・立川・福岡　主宰
イランの首都テヘランに生まれる。トルコとイランのミックスで、幼少の頃から身近で姉キミヤが祖母の指導で踊っていたのを真似ていたのがはじまり。
7歳から母国でプロダンサーとして活動を開始する。キミヤがダンサーとして1990年に訪日し、ベリーダンサーや歌手として活動するさなか、ミーナも1999年に12歳で訪日する。
キミヤの指導のもとベリーダンスの練習に打ち込み、14歳で国際アラビアンダンス協会のインストラクターとしての仕事を持ち、17歳からはインストラクターを養成する立場にたつ。プロダンサーとしてダイナミックでセクシーな中にも王室文化の気品漂うダンスは多くの人々を魅了し、秋篠宮妃や高円宮妃が臨席されたレバノン、ヨルダン、トルコ大使夫人主催のお茶会などでもダンスを披露。また、イベント出演やテレビ出演、著書も出している。
2009年、国際アラビアンダンス協会を主宰してきたキミヤが膵臓がんにより38歳で急死。キミヤの遺志を継ぎ、ミーナは協会を経営することとなる。ダンサー・講師として活躍するとともに、2010年、協会を法人化し株式会社国際アラビアンダンス協会の代表取締役社長に就任。
2012年、ミーナイシス（Mina Isis）を発案、舞台で披露。ミーナイシス（Mina Isis）とは、光るイシス（ウィング）。近年海外の有名プロベリーダンサーもミーナイシスを使い、舞台などで披露している。
2012年6月 MS bellydance studioを設立。エジプシャン、ターキッシュ、ペルシャンダンス、など幅広いアラブのジャンルのダンスや民族舞踊を指導。
毎年の大規模な協会生徒の発表会と協会インストラクターによるショーの開催のほか、2012年からは日本国内の有名ダンサーが出演するジャスミンフェスティバルのプロデュースも行う。さらにダンサー・インストラクターの育成コースを行って全国にいる弟子の育成、
振付家、ショープロデューサー、TIBC（東京国際ベリーダンス大会）やRisinig Stars Competitionや海外コンペティションなどの審査員、衣装・ネイルデザインを行うなど多方面に活躍を広げている。2017年2月～2019年2月まで日本ベリーダンス連盟理事を務める
現在も本場のアラビアンダンスを踊ることの出来る数少ないダンサーとして高い評価を受け続けている人物である

## 主な活動歴
- 1999年 来日
- 2000年 中東文化交流会のレセプションにて文仁親王妃紀子、駐日大使夫人の目前でダンス披露
- 2003年 トルコ大使館にてダンス披露
- 2004年 レバノン大使館にてダンスを披露
- 2005年 The white Stage 振付・出演
- 2007年 The Blue Stage 振付・出演
- 2008年 The Emelard Stage  振付・出演
- 2009年 国際アラビアンダンス協会設立者である姉キミヤ・サレー逝去。ミーナ・サレーが新主宰者に就任。
- 追悼公演「The Black Diamond Stage」 プロデュース・振付・出演
- 2010年 「株式会社国際アラビアンダンス協会」として法人化
- 2010年  「Arabian Turquoise Blue Show 」プロデュース・振付・出演
- 六本木ヒルズクラブにてクリスマスショー プロデュース・出演
- 2011年  「Arabian Garnet Show～千夜一夜物語～」 プロデュース・振付・出演
- 2012年  第1回ベリーダンスフェスティバル「2012 Jasmine Festival 」プロデュース・振付・出演
- 2012年10月13日　第13回国際アラビアンダンス協会発表会/ベリーダンスショー「サロメ」　プロデュース・振付・出演　(予定)
- 2013年4月28日　IKSPIARI　SPRING　BLOSSOM　「MAIHAMA DANCE FES!」　出演
- 2013年8月　Belly Dance China　出演
- 2013年11月8日「El SET　WI　MALKAT　EL TET　IN TOKYO」出演
- 2013年11月16日　第14回国際アラビアンダンス協会発表会/ベリーダンスショー「Butterfly」　プロデュース・振付・出演
- 第2回ベリーダンスフェスティバル「2014Jasmine Festival vol.2 」プロデュース・振付・出演
- 2014年 第15回国際アラビアンダンス協会発表会/ベリーダンスショー「AURORA」プロデュース・振付・出演
- 第3回ベリーダンスフェスティバル「2015Jasmine Festival vol.3」プロデュース・振付・出演
- 2015年 第16回国際アラビアンダンス協会発表会/ベリーダンスショー「The Earth」プロデュース・振付・出演
- 第4回ベリーダンスフェスティバル「2016 Jasmine Festival vol.4 」プロデュース・振付・出演
- 2016年　第17回国際アラビアンダンス協会発表会/ベリーダンスショー「Rakkas」プロデュース・振付・出演
- 第5回ベリーダンスフェスティバル「2017 Jasmine Festival vol.5」プロデュース・振付・出演
- 2017年　第18回国際アラビアンダンス協会発表会/ベリーダンスショー「Shine&Shadow」プロデュース・振付・出演
- 2018年　第19回国際アラビアンダンス協会発表会　プロデュース・振付・出演
- 第6回ベリーダンスフェスティバル「2019 Jasmine Festival vol.6 」プロデュース・振付・出演
- 2019年  第20回国際アラビアンダンス協会発表会/ベリーダンスショー「Arshin Mal Alan」プロデュース・振付・出演
- 2020年　第21回国際アラビアンダンス協会発表会　プロデュース・振付・出演

## メディア出演
テレビ
- 「さまぁ〜ず×さまぁ〜ず」（テレビ朝日、2005年）上原さくら、オセロ松嶋尚美に振付指導
- 「スチュワーデス刑事」（フジテレビ）ダンサー役として出演
- 「アジアクロスロード」（NHK衛星第1テレビジョン、2008年）
- 「ショップ・マニフィカ」(日本テレビ系)番組内コーナー「マニフィカ・ツアーズ」出演
- 「ほっと@アジア」に出演　(NHK BS1、2012年2月3日)
- 「超タイムショック芸能人最強クイズ王決定戦スペシャル16」(テレビ朝日、2012年7月24日)出題クイズでダンス映像放送
- 「EXILE史上最大のサプライズ忘年会2012」(TBS、2013年12月27日)

映画
- 「恋に唄えば♪」(2002年) ダンサー役として出演
- 「いま、キミがいる」
- 「夢―YUME」

振付
- May J.「TOKYOヒットガール」(テレビ朝日、2012年8月2日)ベリーダンス振付指導

雑誌・書籍
- 「おとなの週末」講談社、2011年5月号　インタビュー掲載
- 「ベリーダンスの官能―ダンサー33人の軌跡と証言―」関口義人、青土社、2012年　インタビュー掲載
- 「Body+ (ボディプラス)」 2013年 5月号『世界の美活net』インタビュー掲載
- 「月刊ジャパンフィットネス9月特集」2013年 9月号 『あなたを健康に誘うオリエンタルダンス』監修＆モデル
- 「ベリーダンス・ジャパン」　おんなを磨く、女を上げるダンスマガジンVol.21　インタビュー掲載

監修・モデル

## 書籍・DVD
書籍
- 「本場のアラビアンダンスでメリハリボディ＆マインド」（2008年、ごま書房）
- 「1日5分 ベリーダンスで姫ボディ！」（2008年、WAVE出版）

DVD
- 「永遠の輝き」
- 「The Black Diamond Stage」
- 「Mina Saleh Christmas Dinner Show ～魅惑のArabian Night～」(2011年、動画制作所)
- 「ミーナ・サレーのダンスレッスンDVD」(2012年7月)
- 「ベリーダンス3年生」（2019年）